# Intel 8085
L'Intel 8085 è un microprocessore a 8 bit prodotto da Intel a partire da metà degli anni settanta. Supporta l'assembly del più famoso Intel 8080 ma richiede meno hardware di supporto, permettendo la costruzione di calcolatori più semplici e meno costosi.
Il "5" nel nome si riferisce al fatto che l'8085 richiede solo 5 V per l'alimentazione contro i 5 V e 12 V dell'8080. Entrambi i microprocessori furono utilizzati sui computer con sistema operativo CP/M, e l'8085 fu successivamente utilizzato per i microcontroller (soprattutto per la sua ridotta necessità di circuiteria di supporto).
Entrambi i design furono successivamente sorpassati dal compatibile ma più efficiente Zilog Z80, che occupò gran parte del mercato dei computer CP/M così come anche il mercato degli home computer nella prima metà degli anni '80.
L'8085 può indirizzare 64 KB di memoria e, diversamente da altri microprocessori dello stesso periodo, ha uno spazio di indirizzamento per l'I/O di 256 celle. Ha un vettore incorporato di registri chiamati A, B, C, D, E, H e L. Ha anche tre operazioni di HALT basate su hardware sui piedini 7, 8 e 9, chiamati rispettivamente RST 7.5, RST 6.5 e RST 5.5.
RST 7.5 viene utilizzato in caso di picchi di alimentazione.
Il processore 8085 è stato utilizzato oltre che in alcuni dei primi personal computer, anche nelle unità di calcolo delle strumentazioni di bordo in diverse missioni della NASA e dell'Agenzia Spaziale Europea tra il 1990 e il 2007, come ad esempio il Sojourner.
In totale è stato utilizzato in 100 missioni spaziali dal momento della sua introduzione fino al 2002, quando è stato sostituito da architetture più potenti.